# 上海新报
《上海新报》1861年11月于上海成立的一家商业中文报纸，是上海第一张中文报纸。

## 历史
1861年11月由字林洋行出资，上海发行。初为周报，1862年5月改为每周版3次，周日停出。1872年7月改为日刊。改每周版3次时，刊登发刊词：“大凡商贾贸易，贵乎信息流通，本馆印此新报，所有一切国政军情，世俗利弊，生意价值，船货往来，无所不载。”
1868年2月1日起采用英国式固定版面安排，扩展为四版，新闻和言论集中于第二版，一、三、四版全为广告或船期消息、商业信息等。由于《新报》创刊时逢太平天国运动，刊登了许多有关太平天国运动的新闻。由于上海出版报纸屈指可数，《上海新报》就成了人们了解太平天国运动的重要来源。
1870年3月24日开始采用新闻标题。
《上海新报》创刊后的10年，是上海唯一一家中文报刊，变化不大。直到《申报》出现后，这一局面被打破。
1872年后，为同《申报》竞争，开始刊载小品文、诗词，同时压低售价（申报每份售8文，而新报为20文，后不得已改为8文），由于采用进口白报纸成本太高，难以为继。
1872年12月31日，在于《申报》长期竞争后失败而停刊。

## 特点
始终由传教士主笔，第一任华美德（M.F.Wood美）、第二任傅兰雅（J.Fryer英）、第三任林乐知（美）。